# Das Testament des Dr. Mabuse
Das Testament des Dr. Mabuse is een Duitse misdaadfilm uit 1933 onder regie van Fritz Lang.
Het scenario is gebaseerd op de roman Dr Mabuse letztes Spiel : Roman eines Dämons (1931) van Norbert Jacques.

## Verhaal
Dr. Baum is de directeur van de instelling waar de misdadiger Dr. Mabuse gevangen zit. Sinds zijn opsluiting is Dr. Mabuse doende met het schrijven van handleidingen voor moorden. Als blijkt dat die moorden ook echt worden gepleegd, gaat Dr. Baum de zaak onderzoeken.

## Rolverdeling
| Acteur              | Personage            |
| ------------------- | -------------------- |
| Rudolf Klein-Rogge  | Dr. Mabuse           |
| Otto Wernicke       | Inspecteur Lohmann   |
| Karl Meixner        | Detective Hofmeister |
| Oscar Beregi        | Professor Baum       |
| Theodor Loos        | Dr. Kramm            |
| Gustav Diessl       | Thomas Kent          |
| Wera Liessem        | Lilli                |
| Rudolf Schündler    | Hardy                |
| Oskar Höcker        | Bredow               |
| Theo Lingen         | Karetzki             |
| Hadrian Maria Netto | Nicolai Griforiew    |
| Camilla Spira       | Juwelen-Anna         |
| Georg John          | Dienaar van Baum     |